# Креспи-д’Адда
Креспи-д’Адда (итал. Crespi d'Adda) — историческое поселение в Каприате-Сан-Джервазио (Ломбардия, северная Италия), представляющее собой яркий пример фабричных посёлков XIX — начала XX веков, строившихся просвещёнными предпринимателями в Европе и Северной Америке для нужд работников. К концу XX века изменившиеся социально-экономические условия стали представлять угрозу сохранности посёлка, и в 1995 году он был включён в список Всемирного наследия ЮНЕСКО.

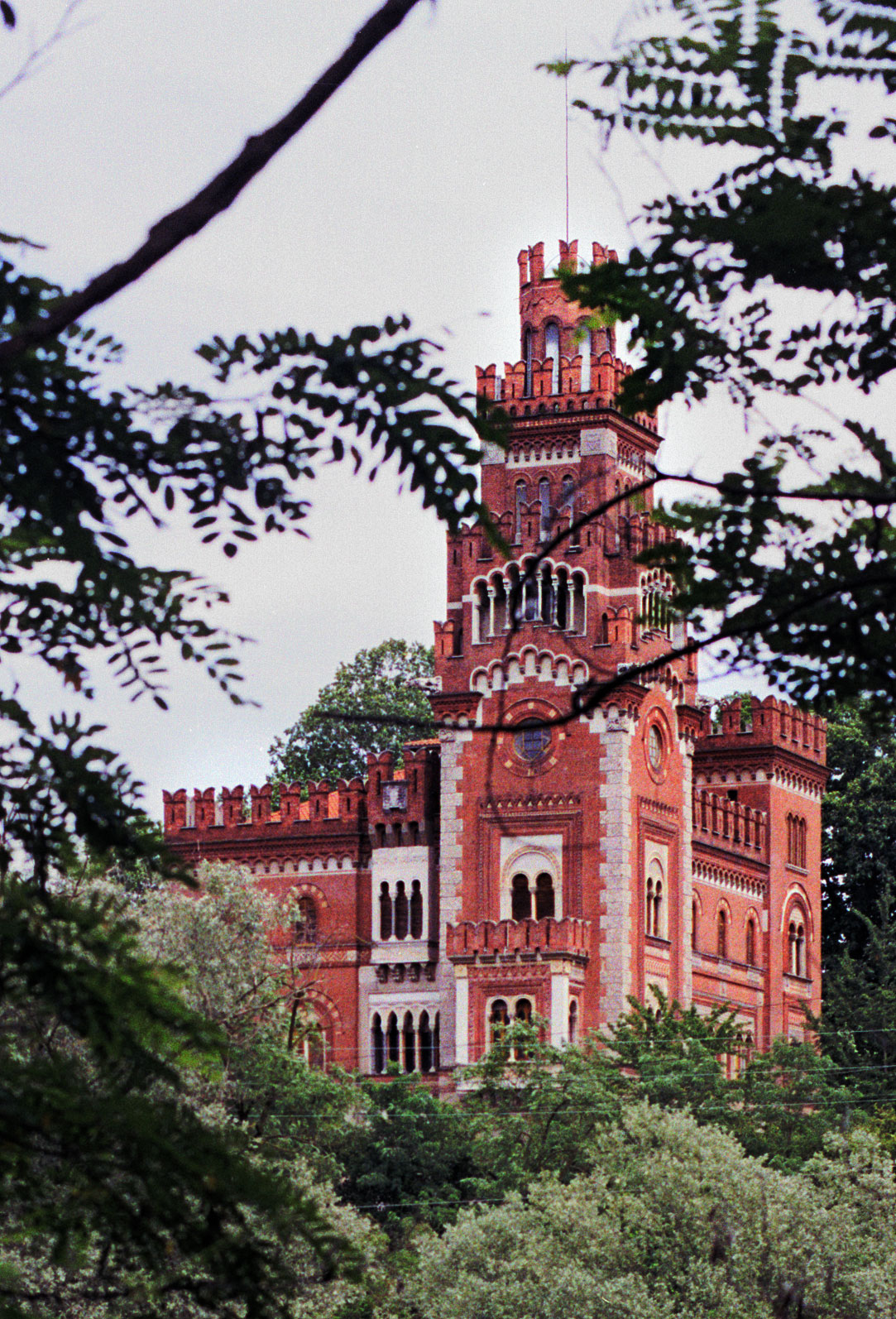
Замок семейства Креспи

## История
В 1875 году предприниматель Кристофоро Бениньо Креспи (итал. Cristoforo Benigno Crespi) из Бусто-Арсицио приобрёл обширный участок земли между реками Брембо и Адда, к югу от Каприате-Сан-Джервазио, с целью построить здесь хлопкопрядильную фабрику. В 1878 году рядом с производственными зданиями началось сооружение рабочего посёлка с небольшой социальной инфраструктурой, включавшей больницу, школу, театр, бани, церковь, кладбище.
Когда в 1889 году из Олдема (Англия) вернулся сын Кристофоро — Сильвио Креспи, он начал работать в качестве нового директора. Он отказался от планировки посёлка многоквартирными жилыми блоками в пользу частных домов с отдельными садами, считая это способствующим гармонизации отношений между работниками. Такие дома начали строиться с 1892 года и полностью оправдали ожидания, так как примерно за 50 лет руководства семейством Креспи не было отмечено ни одной забастовки или иного рода общественных беспорядков.
В 1897 году было завершено строительство фамильного замка, исполненного в неоготическом стиле.
В 1904 году для нужд производства вдоль реки Адда началось строительство гидроэлектростанции, которая официально была открыта 25 июля 1909 года.
Великая депрессия 1929 года и жёсткое налогообложение со стороны фашистских властей привели в конце концов к тому, что семейство Креспи продало посёлок Итальянскому текстильному предприятию. Далее поселение перешло во владение компании Леглер, а затем — промышленной группы Полли. Последняя нанимала для поддержания производства 600 работников, тогда как в годы наибольшей активности эта цифра доходила до 3200 человек.
К 2004 году фабрика практически прекратила свою работу, и в посёлке проживало население, сформированное преимущественно из рабочих семей, переехавших сюда с самого начала.

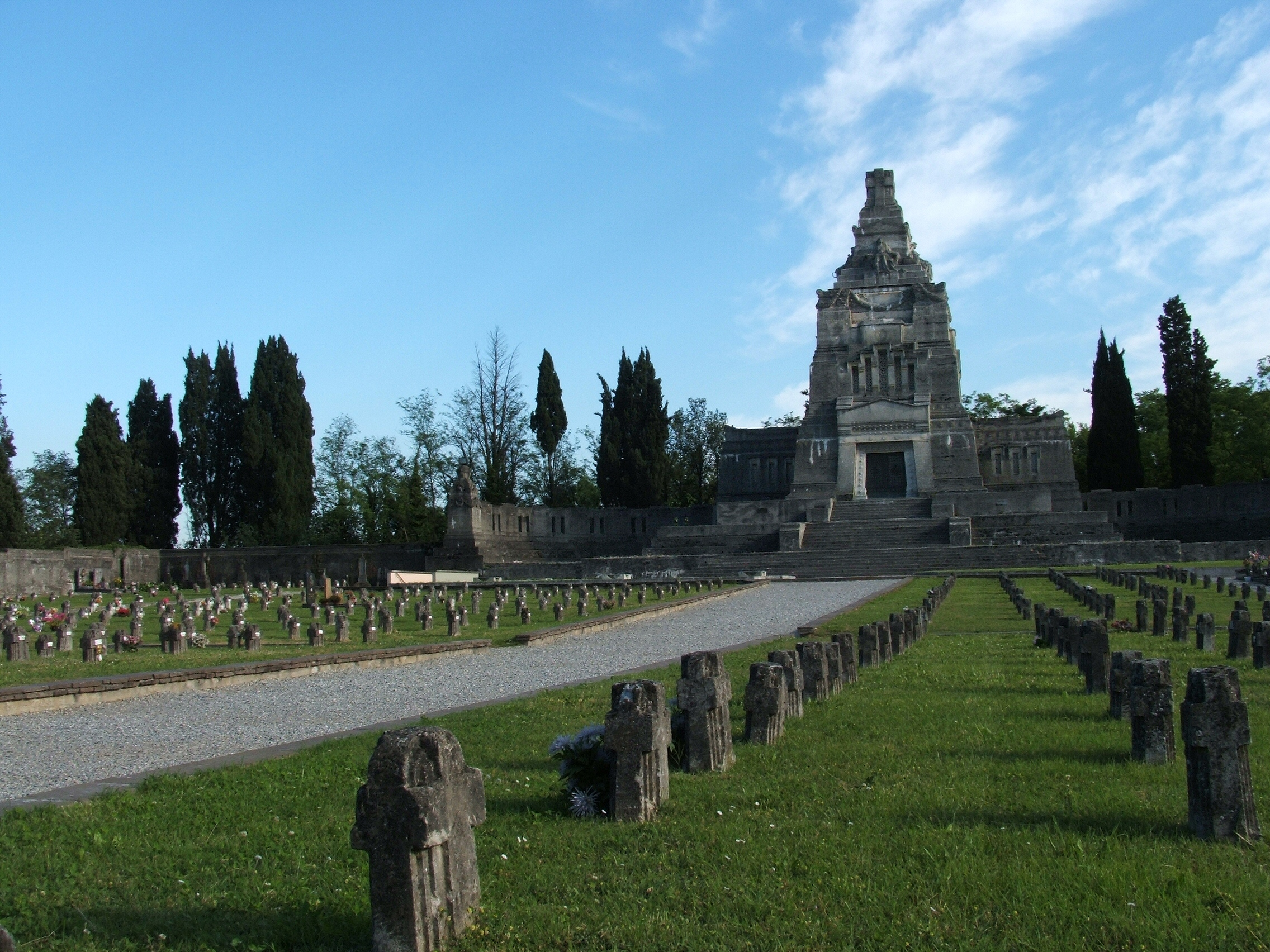
Кладбище Креспи-д’Адда
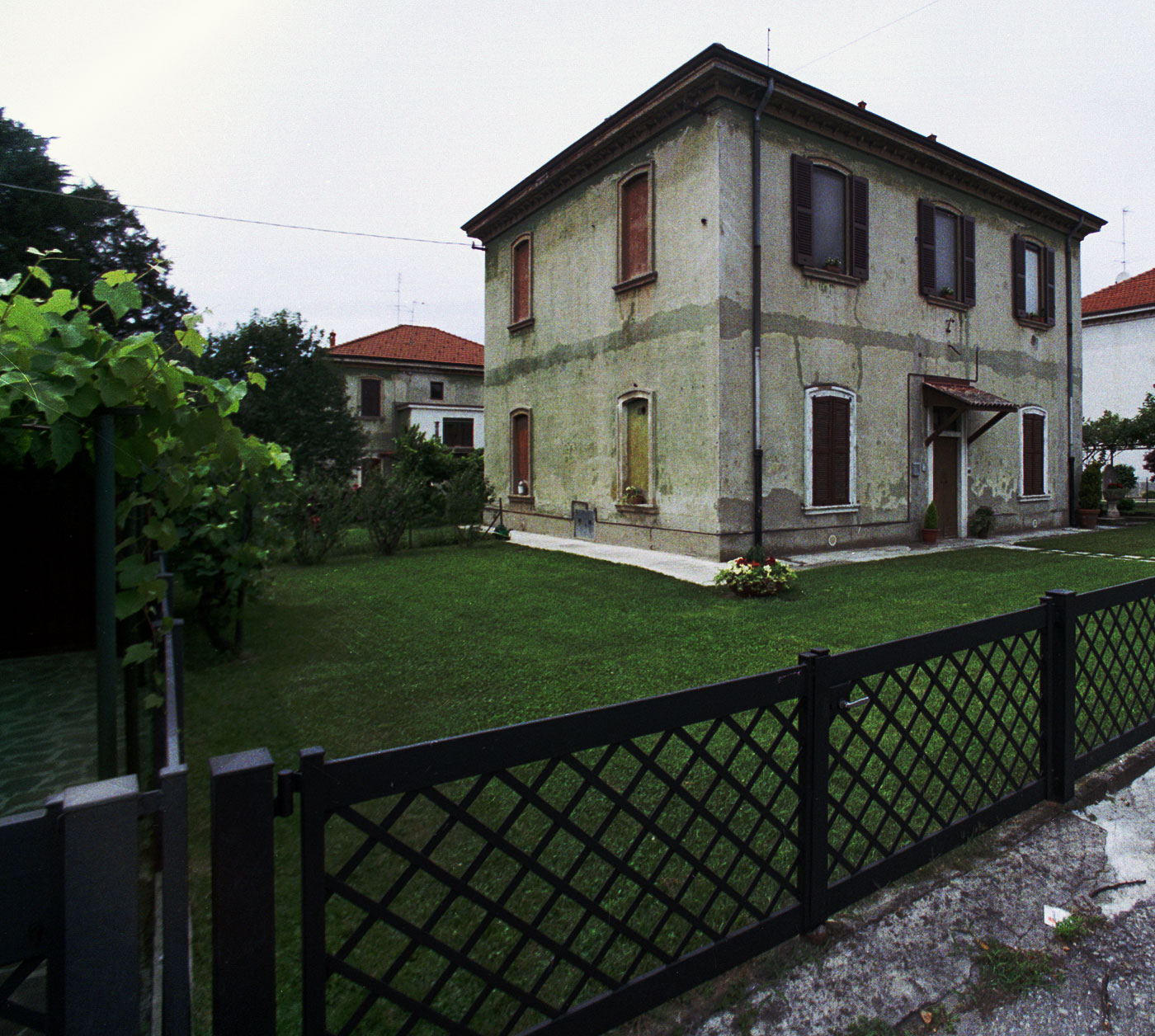
Жилой дом с участком